# Nyúl
Nyúl (vyslovováno [ňúl]) je obec v Maďarsku v župě Győr-Moson-Sopron, spadající pod okres Győr. Nachází se asi 4 km jihovýchodně od Győru. V roce 2015 zde žilo 4 307 obyvatel. Dle údajů z roku 2011 zde žili 85,2 % Maďaři, 1,7 % Němci, 0,4 % Romové a 0,3 % Rumuni. Název znamená „zajíc“.
Sousedními vesnicemi jsou Écs a Győrújbarát, sousedním městem Győr.